# Dylan Dog: Dead of Night
Dylan Dog: Dead of Night (bra: Dylan Dog e as Criaturas da Noite; prt: Dylan Dog: Guardião da Noite) é um filme de aventura sobrenatural estadunidense de 2011, dirigido por Kevin Munroe. O roteiro de Thomas Dean Donnelly e Joshua Oppenheimer é baseado no personagem de histórias em quadrinhos italianas Dylan Dog, criado por Tiziano Sclavi.  A produção é da companhia de filmes independentes Platinum Studios associada a Hyde Park Films. A distribuição foi de Freestyle Releasing. O protagonista é Brandon Routh que repete a parceria com Sam Huntington de Superman Returns.

## Sinopse
Em Nova Orleans, Dylan Dog é um detetive particular que fora especializado em casos sobrenaturais, conforme seu cartão de visitas que trazia a inscrição "Sem pulso? Sem problema". No entanto, ele afirma estar "aposentado" e agora só aceita casos comuns de infidelidade de casais ou fraudes de seguros. O amigo e parceiro Marcus quer ser seu sócio mas Dylan não gosta da ideia. Os dois vão até a casa de Elizabeth Ryan que ligou para Dylan mas quando ela conta que o procurara pela sua reputação de investigador do sobrenatural e o assassino do pai dela tinha sido uma criatura estranha e peluda, história que a polícia não acredita, o detetive recusa o caso . Dylan muda de ideia e resolve começar a investigar o homicídio quando Marcus é atacado, aparentemente pela mesma criatura assassina. O detetive percebe que o assassino do pai de Elizabeth é um lobisomem e vai atrás da família Cysnos, um dos clãs dessas criaturas que vivem na cidade, disfarçadas de humanos. E quem atacou Marcus foi um zumbi. Enquanto isso, o vampiro e traficante Vargas procura pelo objeto místico chamado de "coração", que Dylan descobre ter sido roubado do pai de Elizabeth pelo lobisomem.

## Elenco
- Brandon Routh como Dylan Dog
- Anita Briem como Elizabeth Ryan
- Sam Huntington como Marcus

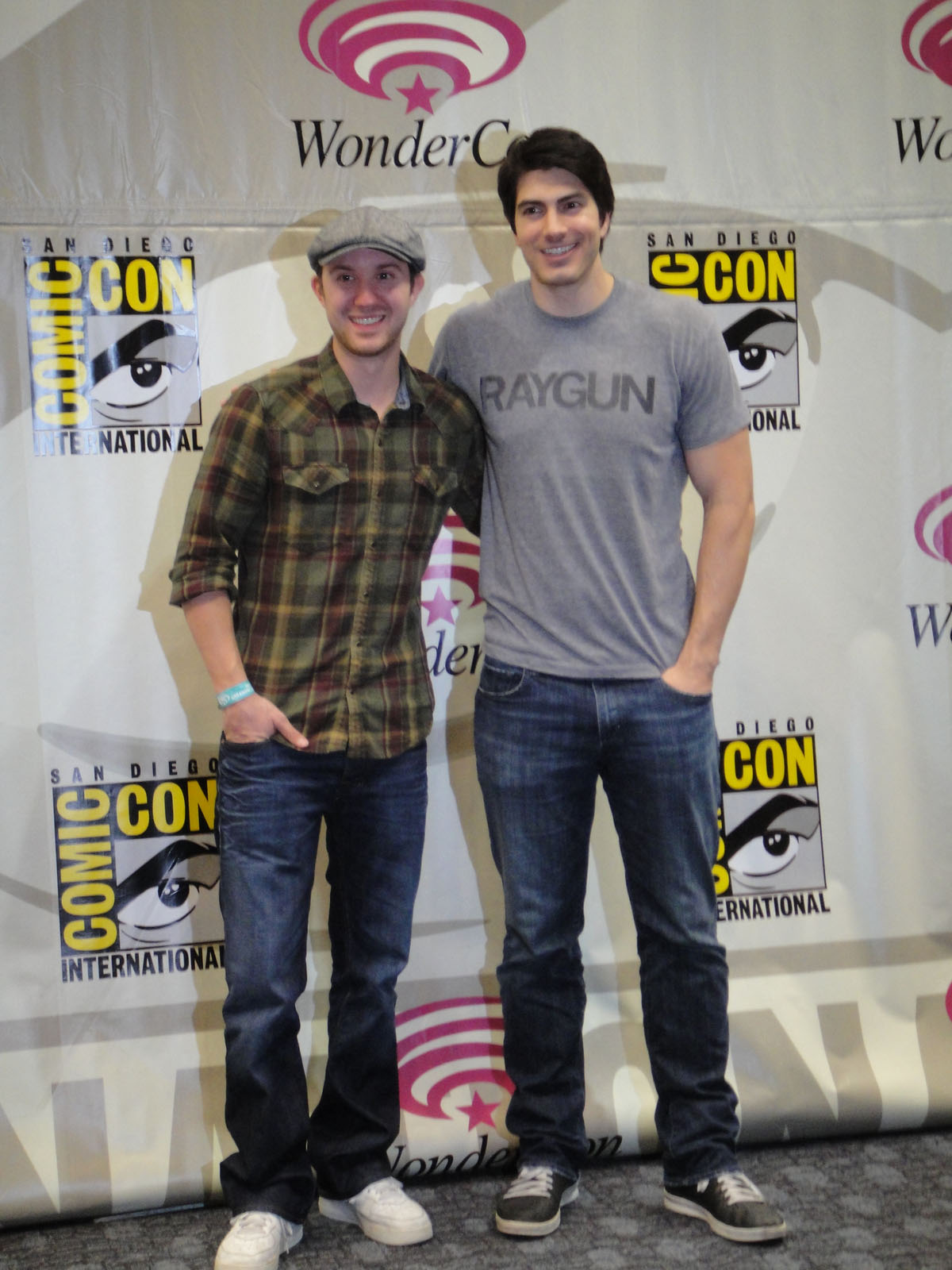
Sam Huntington e Brandon Routh

- Peter Stormare como Gabriel Cysnos
- Taye Diggs como Vargas
- Kurt Angle como Wolfgang
- Laura Spencer como Zoe
- Marco St. John como Borelli
- Kent Jude Bernard como Slake
- Randal Reeder como Bob, o mecânico